# Irineu de Tiro
Irineu de Tiro foi bispo nestoriano de Tiro e esteve ativamente envolvido nas controvérsias cristológicas de seu período. 

## História
Amigo pessoal de Nestório, o acompanhou no Primeiro Concílio de Éfeso em 431. Quando Cirilo de Alexandria condenou Nestório e João I de Antioquia e os demais bispos orientais se decidiram em favor de Cirilo, Irineu, acompanhado de soldados, tentou recorrer aos líderes eclesiástico do Oriente envolvidos no concílio na tentativa de conseguir uma audiência com João, no entanto, não logrou resultados. Para minar a influência de Dalmácio de Constantinopla, assim como do partido monástico de Constantinopla, os bispos orientais delegaram que Irineu deveria enviar cartas ao imperador bizantino Teodósio II e aos representantes do estado narrando sua versão dos fatos. Em sua audiência com o imperador, quando estava prestes a convencê-lo de que a condenação de Nestório havia sido ilegal, foi interrompido pela chegada de João, sincelo de Cirilo, que conseguiu frustrar seus planos.
Teodósio II, em agosto de 435, decretou o banimento de Nestório, o que incluía seus partidários, ou seja, Irineu e um presbítero chamado Fócio. Foi deportado para Petra onde passou doze anos sem poder realizar nenhuma ordenação. Neste período Irineu dedicou-se a produção de uma obra que narra eventos que esteve envolvido conhecida como Tragoedia Irenaei. Nela, ele faz uma crítica a Teodoreto, Ibas de Edessa e todos os demais eclesiásticos que questionaram a doutrina de Nestório.[carece de fontes?]
Aparentemente suas concepções doutrinárias se modificaram durante o exílio, uma vez que posteriormente Irineu apareceu como candidato a bispo de Tiro, na província da Fenícia, tendo ele sido apoiado por líderes do episcopado de Ponto e Palestina, assim como por Proclo de Constantinopla.
A data de sua ordenação como bispo de Tiro foi possivelmente antes do fim de 446. Foi consagrado por Dono II de Antioquia, no entanto, tanto Irineu como Dono foram atacados por diversos bispos orientais especialmente o clero de Constantinopla, uma vez que que consideravam impróprio um título eclesiástico ser apossado por um herege, ou seja, um seguidor do nestorianismo. Pressionado pelos líderes eclesiásticos orientais, Teodósio II publicou em 17 de fevereiro de 448 um edital que renovava as acusações publicadas contra os nestorianos, além de ordenar que Irineu fosse deposto, privado de manter algum título sacerdotal e obrigado a viver como leigo em seu país sendo banido definitivamente de Tiro; Fócio foi aclamado seu sucessor em 9 de setembro de 448.
Com o Segundo Concílio de Éfeso em 449 foi confirmada sua deposição, além de ter sido anatemizado. Por não ter sido mencionado no Concílio de Calcedónia provavelmente já não estava mais vivo. Irineu na última parte de sua carreira manteve amizade com Teodoreto, escrevendo-lhe cartas frequentes.